# مومباي سيتي
نادي مومباي سيتي لكرة القدم (بالهندية: मुंबई सिटी एफ सी) هو نادٍ هندي لكرة قدم، يلعب في الدوري الهندي للمحترفين، تأسس النادي في 30 أغسطس 2014.

## مشاهير النادي
أشهر الأجانب الذين لعبوا في النادي:
- نيكولا أنيلكا
- دييغو فورلان
- سليم بن عاشور
- فريدريك ليونغبرغ
- أشيل إيمانا

## الشعار

الشعار السابق
الشعار الحالي